# عزلة بني خولي (ريمة)
عزلة بني خولي هي إحدى عزل مديرية بلاد الطعام في محافظة ريمة اليمنية ويبلغ تعداد سكانها 3211 نسمة حسب التعداد السكاني في اليمن لعام 2004.